# Kibibyte
Kibibyte là một bội số của đơn vị byte trong đo lường khối lượng thông tin số. Tiền tố nhị phân kibi có nghĩa là 210, hoặc 1024, bởi vậy 1 kibibyte bằng 1024 byte. Ký hiệu đơn vị cho kibibyte là KiB.
Đơn vị này được đưa ra bởi International Electrotechnical Commission (IEC) năm 1998, và được chấp nhận cho sử dụng bởi tất cả các tổ chức tiêu chuẩn chính, và nó là một phần của International System of Quantities.  Kibibyte được thiết kế để thay thế kilobyte trong phạm vi khoa học máy tính vốn đã định nghĩa thuật ngữ kilobyte là 1024 byte. Việc giải thích kilobyte để biểu thị 1024 byte, mâu thuẫn với định nghĩa của SI về tiền tố kilo (1000),vẫn còn phổ biến, chủ yếu là trong bối cảnh khoa học máy tính không chính thức.

## Định nghĩa
1 kibibyte = 210 byte = 1024 byte.
Tiền tố kibi bắt nguồn như một sự kết hợp của từ kilo và binary, cho thấy nguồn gốc của nó trong sự gần gũi về giá trị với tiền tố SI kilo (1000). Trong khi các tiền tố SI được viết bằng chữ thường (k), tất cả tiền tố nhị phân IEC sử dụng một ký tự hoa.

## Lịch sử
Kibibyte có liên quan chặt chẽ đến kilobyte. Khái niệm thứ hai thường được sử dụng trong một số hoàn cảnh như là một từ đồng nghĩa với kibibyte, nhưng chính thức đề cập đến 103 bytes = 1000 byte,như tiền tố kilo được định nghĩa trong Hệ đo lường quốc tế.
Việc giải thích nhị phân của các tiền tố số liệu gây ra sự khác biệt tương đối nhỏ với các tiền tố nhỏ nhất trong danh sách, ví dụ: kilo và mega, nhưng tăng lên đến sự khác biệt đáng kể ở những đơn vị lớn hơn.
Donald Knuth đề xuất gọi đợn vị này là large kilobyte (KKB). Đề xuất ban đầu khác bao gồm sử dụng các chữ cái thường trong chữ Hy Lạp κ (kappa) cho 1024 byte (và sử dụng k riêng cho 1000), bK, KB, và những đề xuất khác.
 Tiền tố nhị phân IEC đang ngày càng được sử dụng, đặc biệt là trong văn học khoa học và phần mềm nguồn mở. trong quảng cáo sản phẩm và xuất bản phẩm không khoa học khác,kilobyte đôi khi đề cập đến một bội số của mười và đôi khi là bội của hai.